# 木村恭介
木村 恭介（きむら きょうすけ、1950年9月20日 - ）は、日本の実業家、パラマウントベッド株式会社代表取締役会長。

## 人物・経歴
1950年9月20日、千葉県生まれ。1973年3月、立教大学法学部卒業。
1979年4月、パラマウントベッド株式会社（旧・木村寝台工業株式会社）入社。同年8月、取締役就任。1986年7月、取締役開発本部長、1987年9月、常務取締役、1991年4月、専務取締役営業本部長兼開発本部長就任。
1997年4月、代表取締役副社長、2009年4月、代表取締役社長、2020年4月、代表取締役会長就任。
パラマウンドベッドは、2019年に創業72年を迎えたが、長い歴史の中で一貫して介護する人とされる人のQOL向上につながる製品開発を志しているが、経営者として売り上げが伸びている高度なセンサー技術を活用した製品開発を行い、健康寿命の延伸や在宅ケアの普及を促進していくことを目指している。
2018年には、最先端のセンサー技術であるスキンエレクトロニクスを活用する介護・医療・ヘルスケア分野での開発、販売と情報提供を行う合弁会社「サイントル」を設立している。センサー技術は東京大学工学系研究科教授の染谷隆夫が開発し、パラマウントベッドも共同研究者として協力している。